# Phare de Røsnæs
Le phare de Røsnæs (en danois : Røsnæs Fyr) est un phare au Danemark. Haut de 15 mètres, il est situé à l’extrémité ouest de Seeland, à l’extrémité de la péninsule de Røsnæs. Il a été construit dans les années 1844-1846 sur ordre du roi Christian VIII. Le phare a été conçu par Niels Sigfred Nebelong. Jusqu’en 1859, le phare mesurait 11 mètres de haut, puis il a été surélevé à 15 mètres.
Malgré le phare, des navires ont coulé sur Røsnæs Rev, c’est pourquoi en 1939, un phare en saillie appelé Røsnæs Puller a été érigé à la pointe du récif.
Le phare a été mis hors service en 2008 et jusqu’en 2011, il était toujours fermé au public. Plus tard, une station météorologique et radar a été construite.
Aujourd’hui, le phare de Røsnæs est ouvert au public et il y a un musée local, un musée météorologique, une boutique et un café.
| - La péninsule de Røsnæs avec le phare à l’extrémité - Phare de Røsnæs. Peinture de Viatcheslav Ovchinnikov (1947-) - Pierre avec des informations sur le phare |